# Strobilanthes lanyuensis
Strobilanthes lanyuensis är en akantusväxtart som beskrevs av Seok, C.F.Hsieh och J.Murata. Strobilanthes lanyuensis ingår i släktet Strobilanthes och familjen akantusväxter. Inga underarter finns listade i Catalogue of Life.